# F-16 Combat Pilot
F-16 Combat Pilot is een videospel voor diverse platforms. Het spel werd uitgebracht in 1990. 

## Ontvangst
| Beoordeeld door                       | Jaar | Platform     | Score |
| ------------------------------------- | ---- | ------------ | ----- |
| ACE (Advanced Computer Entertainment) | 1989 | Amiga        | 97%   |
| Amiga Format                          | 1989 | Amiga        | 94%   |
| The Games Machine (UK)                | 1989 | DOS          | 93%   |
| Your Sinclair                         | 1991 | ZX Spectrum  | 92%   |
| The One                               | 1989 | DOS          | 89%   |
| Joker Verlag präsentiert: Sonderheft  | 1990 | Amiga        | 86%   |
| Power Play                            | 1989 | Amiga        | 84%   |
| Power Play                            | 1989 | Atari ST     | 84%   |
| CU Amiga                              | 1989 | Amiga        | 79%   |
| Commodore Format                      | 1991 | Commodore 64 | 50%   |